# 大家的寶可夢牧場
《大家的寶可夢牧場》是由Ambrella開發，以Wii為平台的寶可夢電子遊戲。本遊戲在日本於2008年3月25日透過WiiWare線上下載服務發行，並分別於同年6月9日於美國和7月4日於歐洲和澳洲發行，價錢為1000 Wii點數（後改名任天堂点数）。遊戲於2019年1月31日隨著WiiWare終止服務而結束銷售。
《大家的寶可夢牧場》最初只能夠與任天堂DS遊戲《寶可夢 鑽石／珍珠》連動，後續免費更新後可以與《寶可夢 白金》聯動，但不能與《寶可夢 心金／魂銀》等其他遊戲連動。

## 概覽
《大家的寶可夢牧場》的概念與Game Boy Advance的寶可夢整理箱類似，提供上傳寶可夢本編系列遊戲中寶可夢的服務。本作提供玩家從至多八個《寶可夢 鑽石／珍珠》卡帶上傳1500隻寶可夢（白金連動更新前最多上傳1000隻）到第四世代寶可夢保管箱的系統管理人水木（ミズキ）的朋友由香里（ユカリ）經營的牧場。在此玩家可以看到寶可夢的3D圖像，並可以自己的Mii和上傳的寶可夢互動。
玩家並不一定要擁有《寶可夢 鑽石·珍珠》才能遊玩本作，在一開始時所有玩家都會得到六隻寶可夢，並在每天的一開始得到一隻額外的寶可夢。另外每天由香里會給玩家一個任務，即上傳一隻還沒有獲得的寶可夢，同時她會提示玩家該種寶可夢要如何從《寶可夢 鑽石·珍珠》和《寶可夢 白金》取得。由香里也會帶來寶可夢並指定玩家帶來特定的寶可夢來交換，她有時會帶來特殊的寶可夢，存放滿250隻後會帶來霏歐納，滿999隻後則會帶來夢幻。當上傳的寶可夢越多時牧場會擴張，也會有越來越多的功能被解鎖。
和Mii頻道的廣場類似，《大家的寶可夢牧場》中的寶可夢可以做許多動作，如交談、玩樂與睡覺。玩家也可以為寶可夢拍攝快照並傳送給Wii上註冊的朋友，或以JPG檔的形式下載到記憶卡後再傳送到電腦或相機。另外連線上網後玩家可以帶寶可夢到別人的牧場遊玩。
簡單的界面可以告知玩家遊玩時間和寶可夢個數等訊息。除了儲存和收藏寶可夢之外，玩家不能在本作訓練寶可夢。

## 更新
2008年6月18日提供了日版的第一次更新版，2008年11月5日又進行了另一次日版的更新，新增與《寶可夢 白金》連動的功能、及將上傳上限從1000隻提升為1500隻。但美版並沒有釋出更新。

### 寶可夢
《寶可夢 白金》中出現了七種寶可夢的不同型態，這些新型態都可以在更新過的《大家的寶可夢牧場》呈現，上傳的寶可夢會維持其原本在任天堂DS中的型態。
其中具有兩種型態的寶可夢謝米需要道具葛拉西蒂亞花（グラシデアの花）才能轉換為天空型態，若玩家在《白金》中持有葛拉西蒂亞花並上傳謝米，謝米會維持大地型態，但《大家的寶可夢牧場》中會解鎖葛拉西蒂亞花的道具，玩家可在Wii上使用讓謝米轉換為天空型態；但若謝米在任天堂DS時即攜帶葛拉西蒂亞花，上傳後則會維持天空型態，且上傳期間都不會改變，在天空型態的謝米傳回任天堂DS後才會轉換為大地型態。擁有五種型態的洛托姆在《大家的寶可夢牧場》上也會維持其在任天堂DS時的型態。

### 牧場
更新中新增了第26關，使玩家可上傳寶可夢的上限擴大到1500隻。

### 動畫與玩具
更新中增加了12種寶可夢可做的動作，包括水上競賽、格鬥系寶可夢的摔角、對立的寶可夢的打鬥和關於洛托姆各型態的動作。並新增了11種玩具，包括前述的葛拉西蒂亞花。

### 選單
新增了可更換背景音樂的選單，且相簿的容量增加到30張，並可大量複製至記憶卡、從記憶卡提取或刪除。

### Club Look-see

其中一名Club Look-see的角色，其牧場以蛋為主題。

原本只能在NPC拜訪或提出邀請時才能拜訪NPC的牧場，更新後玩家可以拜訪以前去過的牧場，提升了可玩性。Club Look-see的成員也從37被提升至40個。

## 評價
本作大致獲得了較負面的評價。於评价汇总GameRankings得到分數46%，IGN亦對本作非常失望，十分中只給了四分並聲稱寶可夢的圖案「非常醜陋」，並將本作比你為螢幕保護裝置，是個單純「坐下盯著看」（sit-n-stare experience）的遊戲，但也稱讚了任天堂的連動系統。WiiWare World（現改名為Nintendo Life）給了本作4/10分，評價其為「半低劣」（half-assed）、愚蠢並特別突顯了寶可夢保管系統的缺點、並缺失許多要素，但仍適合年齡較低的寶可夢愛好者遊玩。英國的《任天堂官方雜誌》也給了本作低於平均的48%，認為價值不值得1000點的Wii点数，本作只適合立志收集完整的寶可夢全系列作品的人。
不過並非所有評價都是負面的，《任天堂力量》即給予本作正面評價並表示推薦。

## 外部連結
- 官方網站 （页面存档备份，存于） （日語）